# Автомобил от висок среден клас
Автомобил от висок среден клас (също бизнес автомобил) е категория леки автомобили с големи размери – по-големи от тези на голям автомобил, но по-малки от тези луксозен автомобил. В антимонополната практика на Европейската комисия тези автомобили са определяни като пазарен сегмент E. Към 2017 година най-продаваните бизнес автомобили в Европа са „Мерцедес-Бенц E-класа“, „БМВ 5“ и „Ауди A6“.
- Мерцедес-Бенц E-класа
- БМВ Серия 5
- Ауди A6